# 박달조
© 과학기술유공자지원센터
박달조(朴達祚, 1906년~1988년) 세계 일류의 공업한국을 꿈꾼 불소화학의 세계적인 권위자

## 학력
- 1929 미국 데이턴 대학 화학공학과 졸업
- 1937 미국 오하이오 주립 대학 이학박사(화학)

## 경력
- 1929~1935 미국 GM 프리지데어사 연구원
- 1937~1947 미국 듀폰 잭슨연구소 선임연구원
- 1947~1972 미국 콜로라도 대학 화학과 교수
- 1967~1968 미국화학회 불소분과위원장
- 1970~1972 한국과학기술연구소 상임 기술고문
- 1972~1974 한국과학원 2대 원장

## 포상
- 1969 데이턴 대학 저명 동문상
- 1970 과학기술처 장관 표창
- 1972 3·1문화상 기술상
- 1975 미국화학회 플루오린상

## 생애 및 업적
박달조 원장은 프레온과 테플론 개발에 기여하고 국산 프레온 공업화의 기틀을 마련한 불소화학의 세계적인 화학자다.
그는 1906년 미국 하와이주 호놀룰루 출생으로 오하이오주의 데이턴대학(University of Dayton) 화학공학과로 진학했다. 졸업 후 1929년 그는 GM 프리지데어사(Frigidaire Corp.)의  연구원으로 취직하여 토마스 미즐리(Thomas Midgley Jr.)가 이끄는 팀에 들어갔다. 이 팀은 냉장고의 새로운 냉매로 염화불화탄소(CFC), 즉 프레온을 개발했다. 그는 CFC를 다양한 제품으로 만들기 시작할 때 팀에 합류하여 프레온-11, 12를 비롯하여 여러 종류의 초기 프레온 개발에 참여했다.
1933년 그는 연구자로서 능력을 더욱 키우기 위해 오하이오주립대학 화학과 박사과정에 진학했다. 그는 탄수화물 화학의 권위자인 윌리엄 에반스(William L. Evans)를 지도교수로 하여 1937년에 학위논문 ｢아라비노스 아세테이트의 광학 회전과 이성질체의 상관관계 연구(A study in the correlation of optical rotation and isomerism of the acetates of arabinose)｣를 제출하여 이태규에 이어 한국인 두 번째로 화학박사 학위를 받았다. 박사학위 취득 후 그는 듀폰 잭슨 연구소의 연구원으로 들어갔다. 그는 10년간 근무하며 에어로졸 추진체와 주방용품으로 주로 사용되는 코팅제인 테플론을 개선하고 개발했다. 1941년에는 첫 특허로 “특정 불소화합물 제조방법에 관한 ｢불소 화합물(Fluorine compound)｣” (미국특허 2336921)을 출원했고, 이후 약 35건의 미국 특허를 내며 듀폰의 발전에 크게 기여했다.
1947년 그는 콜로라도대학(University of Colorado) 화학과 교수로 옮겨 학문적 발전에 힘썼다. 그는 대학에 유기불소화학훈련센터(Organic Fluorine Chemistry Training Center)를 세워 120만 달러 이상의 연방정부 연구비를 지원받아 미국 최대 규모로 성장시켰다. 다음으로 듀폰을 비롯한 세계 20여 개의 기업의 연구고문으로 활동했고, 콜로라도의 화학품 제조공장의 부사장을 겸임했다. 마지막으로 유기불소화학 분야에서 115명의 박사, 24명의 석사를 배출하고, 130편 이상의 논문을 발표하면서 후학양성과 연구에 전력을 기울였다. 이러한 업적들을 인정받아 콜로라도대학에서 교육 연구와 관련된 각종 상을 받았고, 대학원생들은 그를 기리기 위해 1958년 물리유기화학기금을 마련했다. 또한 데이턴대학에서는 저명 동문상을, 미국화학회에서는 플루오린상을 수여했다. 이렇게 그는 불소화학의 최고 권위자로 인정받으며 1972년 정년퇴직했다.
1969년 그는 한국 정부의 요청으로 해외 한국인 과학기술자 유치 사업에 따라 내한하여 한국과학기술연구소(KIST)를 방문했다. 한국에 매장되어 있는 형석광으로 프레온을 개발할 수 있다는 의견을 밝혔고, 이에 최형섭 소장은 그를 만나 프레온 생산 노하우를 전수받기로 하고 KIST에서 <프레온 개발연구>를 시작했다. KIST는 그를 기술고문으로 위촉하고 기초자료를 제공받아 프레온 생산 공장의 설계 및 건설에 착수하여 1972년 시험공장을 세웠다. 이 공장에서 생산되는 프레온을 한국의 프레온이라는 뜻으로 ‘코프론-12(Korfron-12)’라 불렀고, 그 공업소유권을 한국불화공업에 판매했다. 이후 KIST에서는 테플론의 원료, 새로운 냉매 개발이 이어졌고, 이에 관한 연구책임자는 ‘박달조가 뿌려놓은 씨앗’이라 평가했다.
1972년 그는 한국과학원 2대 원장으로 임명되었다. 한국에 부족한 응용과학을 위한 과학기술자 육성을 중요하게 여기며 교수진 선발과 학생 교육에도 이 원칙을 반영하여 한국과학원을 운영했다. 그는 한국과학원의 초기 기틀을 잡고 1975년 미국으로 돌아가 콜로라도대학 명예교수로 활동하다가 1982년 하와이에서 생을 마감했다. 그는 한국의 불소화학 공업발전에 기여한 공헌을 인정받아 1970년 과학기술처 장관 표창, 1972년 3∙1문화상 기술상을 수상했다. 
박달조 원장은 세계적인 화학자로서 미국에서 프레온과 테플론 개발에 참여했고 한편으로 한국의 과학기술에도 크게 기여했다. 한국과학원 안착, 프레온 공업화, 공업소유권 제도화 등을 위해 힘쓰며 ‘세계 일류의 공업한국’을 소망했다.